# Гебауэр, Христиан Давид
Христиан Давид Геба́уэр (дат. Christian David Gebauer; 15 октября 1777 — 15 сентября 1831) — датский художник. Отец Иоганна Христиана Гебауэра. Мастер пейзажа в голландском духе.
Родился в Силезии, где его отец был руководителем общины моравских братьев в городке Нойзальц. Ребёнком переехал с семьёй в датский город Кристиансфельд. В 1800 г. поступил в Датскую академию художеств, учился у Кристиана Августа Лорентцена. Студенческие работы Гебауэра, в том числе шуточные рисунки и анималистическая графика, вызвали одобрение руководителя академии Николая Абильгора.
Заинтересовавшись батальной темой, в 1813 г. отправился в Германию, где выполнил ряд работ с изображением вооружённых всадников, в том числе казаков. В дальнейшем жил и работал преимущественно в Дании, занимаясь пейзажной живописью. Незадолго до смерти был назначен профессором Академии художеств.